# Tanja Schleiff
Tanja Schleiff (* 1973 in Erfurt) ist eine deutsche Schauspielerin.

## Biografie
Tanja Schleiff wuchs in Erfurt und Leipzig als Tochter der Schauspieler Renate Hundertmark und Klaus Schleiff auf. Bereits als Kind und Jugendliche sammelte sie praktische Erfahrungen im Schauspielfach beim Kinder- und Jugendtheater und an den Städtischen Bühnen Erfurt. Sie studierte Schauspiel an der Hochschule für Musik und Theater „Felix Mendelssohn Bartholdy“ Leipzig und spielte daneben am Schauspiel Leipzig. Anschließend ging sie ans Deutsch-Sorbische Volkstheater Bautzen, bis Konstanze Lauterbach sie 1997 für eine Rolle ans Bayerische Staatsschauspiel München holte. Dort wurde sie fest ins Ensemble aufgenommen und spielte unter Regisseuren wie Roberto Ciulli, Dieter Dorn, Klaus Emmerich und Andreas Kriegenburg. Zu ihren Rollen in München gehörten Frank Wedekinds Lulu, die Enkelin in Thomas Bernhards Die Macht der Gewohnheit und die Hermia in Ein Sommernachtstraum. Für ihre darstellerischen Leistungen am Staatsschauspiel wurde Tanja Schleiff 2000 mit dem Bayerischen Kunstförderpreis im Bereich Darstellende Kunst sowie 2001 und 2002 mit dem Kurt-Meisel-Preis ausgezeichnet. Seit 2002 arbeitet sie freischaffend und war seitdem außer in München auch am Düsseldorfer Schauspielhaus und am Deutschen Schauspielhaus Hamburg zu sehen. In der Uraufführungsinszenierung der musikalischen Komödie Die Weberischen an den Vereinigten Bühnen Wien, die fürs ORF-Fernsehen aufgezeichnet wurde, hatte sie 2006 bis 2008 die Hauptrolle der Constanze Weber-Mozart.
Seit einem Auftritt in Heinrich Breloers Die Manns – Ein Jahrhundertroman 2001 spielt Tanja Schleiff auch regelmäßig in Kino- und Fernsehfilmen. Sie gehörte zum Hauptensemble des Spielfilms Shoppen und hatte Hauptrollen in Dominik Grafs Film Das Gelübde, in Rainer Kaufmanns Vier Töchter und in Max Färberböcks Bella-Block-Folge Vorsehung.

## Filmografie (Auswahl)
- 2001: Die Manns – Ein Jahrhundertroman (Regie: Heinrich Breloer)
- 2002: Die Freunde der Freunde (Regie: Dominik Graf)
- 2003: Unter Verdacht – Beste Freunde (Regie: Uwe Frießner)
- 2004: Tatort – Mörderspiele (Regie: Stephan Meyer)
- 2004: Der Untergang (Regie: Oliver Hirschbiegel)
- 2004: Der Rote Kakadu (Regie: Dominik Graf)
- 2006: Shoppen (Regie: Ralf Westhoff)
- 2006: Vier Töchter (Regie: Rainer Kaufmann)
- 2007: Das Gelübde (Regie: Dominik Graf)
- 2008: Die Jagd nach dem Schatz der Nibelungen (Regie: Ralf Huettner)
- 2008: Selbstgespräche (Regie: André Erkau)
- 2009: Tatort – Um jeden Preis (Regie: Peter Fratzscher)
- 2009: Bella Block: Vorsehung (Regie: Max Färberböck)
- 2009: Polizeiruf 110 – Klick gemacht (Regie: Stephan Wagner)
- 2010: Mein Leben im Off (Regie: Oliver Haffner)
- 2010: Klimawechsel (Regie: Doris Dörrie)
- 2011: Tatort – Der Weg ins Paradies (Regie: Lars Becker)
- 2012: Tatort – Hinkebein (Regie: Manfred Stelzer)
- 2012: Marie Brand und die falsche Frau (Regie: Josh Broecker)
- 2012: Tatort – Mein Revier (Regie: Thomas Jauch)
- 2012: Mord mit Aussicht – Die Saat des Bösen
- 2013: Nord Nord Mord – Clüver und die fremde Frau (Regie: Anno Saul)
- 2014: Unter anderen Umständen – Falsche Liebe (Regie: Judith Kennel)
- 2015: Kommissarin Heller – Schattenriss (Regie: Christiane Balthasar)
- 2015: Notruf Hafenkante – Der glatte Wahnsinn
- 2015: Die Eisläuferin
- 2017: Neben der Spur – Dein Wille geschehe (Regie: Anno Saul)
- 2017: Die Füchsin – Spur auf der Halde (Regie: Samira Radsi)
- 2017: Der Alte – Geteiltes Leid (Regie: Michael Kreindl)
- 2017: Der Tod und das Mädchen – Van Leeuwens dritter Fall (Regie: Hans Steinbichler)
- 2017: Charité (Regie: Sönke Wortmann)
- 2017: Harter Brocken – Der Bankraub (Regie: Andreas Senn)
- 2018: SOKO Leipzig – Der Sohn
- 2018: Ella Schön: Die Inselbegabung (Fernsehfilm)
- 2018: Ella Schön: Das Ding mit der Liebe (Fernsehfilm)
- 2018: So viel Zeit
- 2018: Schattengrund – Ein Harz-Thriller (ZDF, Regie: Dror Zahavi)
- 2018: Die Füchsin – Spur in die Vergangenheit (Fernsehreihe)
- 2019: Notruf Hafenkante – SOKO Kiebitz
- 2019: Helen Dorn – Nach dem Sturm
- 2019: Ella Schön: Die nackte Wahrheit (Fernsehfilm)
- 2019: Ella Schön: Sturmgeschwister (Fernsehfilm)
- 2019: Väter allein zu Haus: Gerd
- 2019: Väter allein zu Haus: Mark
- 2019: Scheidung für Anfänger
- 2020: Sechs auf einen Streich: Helene, die wahre Braut (Fernsehfilm)
- 2020: Unter Freunden stirbt man nicht (Miniserie, 2 Episoden)
- 2020: Ella Schön: Schiffbruch (Fernsehfilm)
- 2021: In aller Freundschaft: Falsche Spur
- 2021: Tatort – Der Reiz des Bösen
- 2021: Ella Schön: Land unter (Fernsehfilm)
- 2021: Ella Schön: Familienbande (Fernsehfilm)
- seit 2021: Sisi (Fernsehserie)
- 2021: Charlotte Link – Die Suche (Fernsehfilm)
- 2022: Ella Schön: Das Glück der Erde (Fernsehfilm)
- 2022: Ella Schön: Freischwimmer (Fernsehfilm)
- 2022: Ella Schön: Seitensprünge (Fernsehfilm)
- 2022: Marie Brand und der entsorgte Mann
- 2023: Der Staatsanwalt – Die letzte Partie
- 2023: Ostfriesenfeuer
- 2023: Merz gegen Merz – Hochzeiten (Fernsehfilm)
- 2024: Bettys Diagnose – Schmetterlingskinder
- 2024: SOKO Köln: Jagdzeit
- 2024: Yvonne und der Tod
- 2025: Wilsberg – Über dem Gesetz (Fernsehreihe)
- 2025: Tatort: Restschuld (Fernsehreihe)

## Theater (Auswahl)
- 1986: Erich Kästner: Emil und die Detektive (Pony Hütchen) – Regie: Karl-Heinz Krause (Pioniertheater Erfurt)

Städtische Bühnen Erfurt
- 1987: Wilhelm Schmidtboom: Der Graf von Gleichen (Anna, Tochter des Grafen) – Regie: Klaus Stephan
- 1991: Josef Stein / Jerry Bock: Anatevka, der Fiedler auf dem Dach (Bielke, Tochter des Milchmanns Tevje) – Regie: Manfred Straube
- 1991: Gerdt von Bassewitz: Peterchens Mondfahrt (Annelieses Stern) – Regie: Marcus Everding
- 1992: Klaus Stephan: Klappe zu, Affe tot (Revue-Girl) – Regie: Klaus Stephan

Düsseldorfer Schauspielhaus
- 2014: Johann Wolfgang von Goethe: Iphigenie auf Tauris – Regie: Mona Kraushaar

## Hörspiele
- 2001: Philip K. Dick: Zeit aus den Fugen – Bearbeitung und Regie: Marina Dietz (Hörspiel – BR)
- 2013: Eva Lia Reinegger: Weihnachten mit Pitbull – Regie: Maike Dörries (Kinderhörspiel – WDR)
- 2014: Tom Peukert: Paradise – Regie: Annette Kurth (Hörspiel – WDR)
- 2010: Guy Helminger: Frau Gantner – Regie: Jörg Schlüter (Hörspiel –  WDR)
- 2018: Der dunkle Wald. Trisolaris-Trilogie nach Liu Cixin, Regie: Martin Zylka (Hörspiel – WDR)[5]
- 2021: Jenseits der Zeit. Trisolaris-Trilogie nach Liu Cixin, Regie: Martin Zylka (Hörspiel – WDR)[6]
- 2024: The Belles. Fantasy-Hörspiel-Serie nach Dhonielle Clayton, Hörspiel, WDR[7]